# Сиссако, Абдулай
Абдула́й Сиссако́ (фр. Abdoulaye Sissako; род. 26 мая 1998, Клиши-ла-Гаренн) — французский футболист малийского происхождения, полузащитник клуба «Сент-Трюйден».

## Карьера

### «Осер»
Воспитанник футбольной академии парижского клуба «Расинг». В 2012 году перебрался в структуру клуба «Осер». В 2015 году футболист стал подтягиваться к играм со второй командой клуба, в которой полноценно стал выступать с начала 2016 года. Первый матч сыграл 13 февраля 2023 года в матче против клуба «Олимпик Лион B», выйдя на замену на 82 минуте. Летом 2016 года футболист стал тренироваться с основной командой клуба. Дебютировал за клуб 9 августа 2016 года в матче Кубка французской лиги против клуба «Бурк-ан-Брес — Перонна». Дебютный матч в Лиге 2 сыграл 12 августа 2016 года также против клуба «Бурк-ан-Брес — Перонна». Затем футболист продолжал выступать за основную и вторую команды клуба.

### «Шатору»
В сентябре 2018 года футболист перешёл в французский клуб «Шатору». Дебютировал за клуб 14 сентября 2018 года в матче против «Орлеана», выйдя на замену на 89 минуте. Забил свой дебютный гол за клуб 30 ноября 2018 года в матче против клуба «Сошо». На протяжении сезона футболист выступал в клубе преимущественно чередуя матчи в стартовом составе и со скамейки запасных, отличившись 2 забитыми голами и результативной передачей. Также футболист несколько матчей провёл за вторую команду клуба. Следующий сезон футболист также начинал в составе французского клуба, сыграв несколько матчей за основную и вторую команды.

### «Зюлте-Варегем»
В конце августа 2019 года футболист перешёл в бельгийский клуб «Зюлте-Варегем». Дебютировал за клуб 1 сентября 2019 года в матче против клуба «Антверпен», выйдя на замену на 91 минуте. Первым результативным действием за клуб отличился 28 сентября 2019 года в матче против клуба «Мускрон», отдав голевую передачу. Дебютный гол за клуб забил 14 декабря 2019 года в матче против клуба «Сент-Трюйден». На протяжении всего сезона футболист был одним из основных игроков клуба, отличившись забитым голом и 5 результативными передачами.
Новый сезон за клуб начал с матча 9 августа 2020 года против «Генка», выйдя на поле в стартовом составе. Первым в сезоне результативным действием за клуб отличился 22 августа 2020 года в матче против клуба «Васланд-Беверен», отдав голевую передачу. На протяжении всего сезона футболист преимущественно был игроком замены, под конец сезона выбыл из распоряжения клуба из-за заболевания. Всего же за сезон футболист отличился своей единственной результативной передачей.
Перед началом нового сезона футболист вернулся в распоряжение бельгийского клуба. Первый матч сыграл 24 июля 2021 года против клуба «Ауд-Хеверле Лёвен», выйдя на поле в стартовом составе. В своём следующем матче 1 августа 2021 года против льежского «Стандарда» отличился первым в сезоне забитым голом. На протяжении сезона футболист уже был одним из ключевых игроков клуба, пропустив при этом середину чемпионата. Всего же за сезон футболист отличился 2 забитыми голами и 2 результативными передачами. 
Следующий сезон футболист начал 23 июля 2022 года с матча против клуба «Серен», выйдя на поле в стартовом составе. Первым в сезоне забитым голом футболист отличился 20 октября 2022 года в матче против «Андерлехта». На протяжении всего сезона футболист продолжал выступать в роли одного из ключевых игроков клуба, вместе с которым закончил чемпионат на предпоследнем итоговом месте и вылетел в Челленджер Про Лигу.

### «Кортрейк»
В августе 2023 года футболист перешёл в бельгийский «Кортрейк», с которым подписал четырёхлетний контракт. Дебютировал за клуб 20 августа 2023 года в матче против клуба «Эйпен», выйдя на поле в стартовом составе. Первым результативным действием за клуб футболист отличился 29 сентября 2023 года в матче против клуба «Серкль Брюгге», отдав голевую передачу.

## Международная карьера
В конце марта 2016 года футболист получил вызов в юношескую сборную Франции до 18 лет, сыграв товарищеские матчи против сборной Германии. В октябре 2016 года футболист вместе с юношеской сборной Франции до 19 лет отправился на квалификационные матчи юношеского чемпионата Европы. Дебютировал за сборную 6 октября 2016 года в матче против сборной Словении. Также футболист 30 мая 2017 года сыграл свой единственный матч за молодёжную сборную Франции до 20 лет против сверстников из Уэльса.

## Семья
Младший брат Мусса Сиссако профессиональный футболист, игрок национальной сборной Мали.